# Passugg
Passugg is een plaats in het Zwitserse kanton Graubünden. Passugg maakt deel uit van de gemeente Churwalden. Passugg is in Zwitserland bekend door het Passugger Mineralwasser, dat al in 1562 werd vermeld.